# 胡熙
胡熙（1437年—？），字宗文，直隸常州府武進縣人，明朝政治人物。進士出身。

## 生平
應天府鄉試第五名。成化二年（1466年）丙戌科會試第一百二十四名，殿試登進士第三甲第一百三十五名。

## 家族
曾祖胡彥聞。祖父胡繼祖。父亲胡學。